# Tjapko van Bergen
Tjapko Antoon van Bergen (* 26. März 1903 in Heiligerlee; † 2. Februar 1944 in Krakolje, Sowjetunion) war ein niederländischer Ruderer.

## Biografie

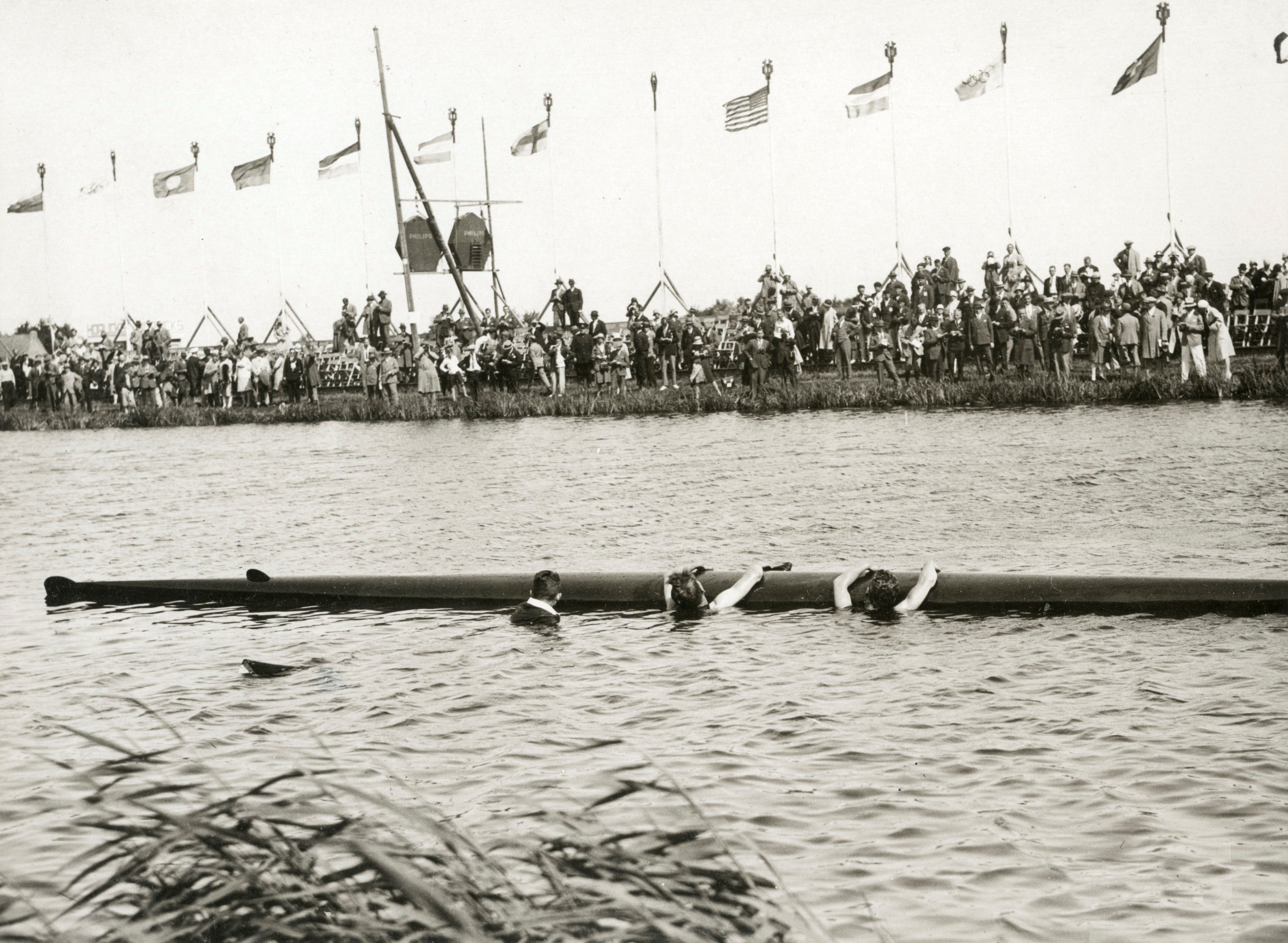
Der gekenterte niederländische Zweier mit Steuermann bei den Olympischen Spielen 1928

Tjapko van Bergen nahm bei den Olympischen Sommerspielen 1928 in Amsterdam zusammen mit Cornelis Dusseldorp und Steuermann Hendrik Smits in der Zweier mit Steuermann-Regatta teil. In ihrem ersten Lauf kenterte die Crew und schied somit aus.
Van Bergen wurde Mitglied der Nationaal-Socialistische Beweging. Er war Rottenführer bei der SS und fiel im Februar 1944 an der Ostfront in Krakolje.